# Triadica
Triadica es un género de plantas de la familia Euphorbiaceae. Es originario de los trópicos y subtrópicos de Asia.

## Taxonomía
El género fue descrito por João de Loureiro y publicado en Flora Cochinchinensis 2: 598–599, 610–611. 1790.

## Especies
- Triadica cochinchinensis
- Triadica rotundifolia (Hemsl.) Esser
- Triadica sebifera